# Терских, Василий Ильич
Василий Ильич Терских (1894, Землянск, Воронежская губерния − 1967, Москва) — микробиолог, профессор.
Окончил медицинский факультет Киевского университета в 1917 году. В 1937 году приглашен на работу в Московский областной клинический институт, где организует специальную лабораторию по изучению лептопироза (острая инфекционная болезнь, возбудителем которой являются бактерии рода лептоспира (Leptospira). Болезнь характеризуется поражением капилляров, часто поражением печени, почек, мышц, явлениями интоксикации, сопровождается постоянной лихорадкой).
Затем, Василий Ильич организовывает лабораторию в НИИ эпидемиологии и микробиологии имени И. И. Мечникова.
В 1941 году был избран зав.кафедрой микробиологии Северно-Осетинского медицинского института. В 1943 году назначен заместителем директора НИИ микробиологии в Уфе.
С 1946 года работал в НИИ эпидемиологии и микробиологии им. И. Ф. Гамалея.

### Среда Терских
Жидкая селективная питательная среда для выделения лептоспир, содержащая сыворотку крови, фосфатную буферную смесь и воду. Среда Терских служит для культивирования лептоспир у больного. Открытие принято в научную терминологию в 1937 году. С помощью этого препарата обнаруживается гриппо-тифозный лептоспироз, инфекционное заболевание, работу по выявлению и изучению которого проводил в своих лабораториях Терских В. И.